# Кутулик

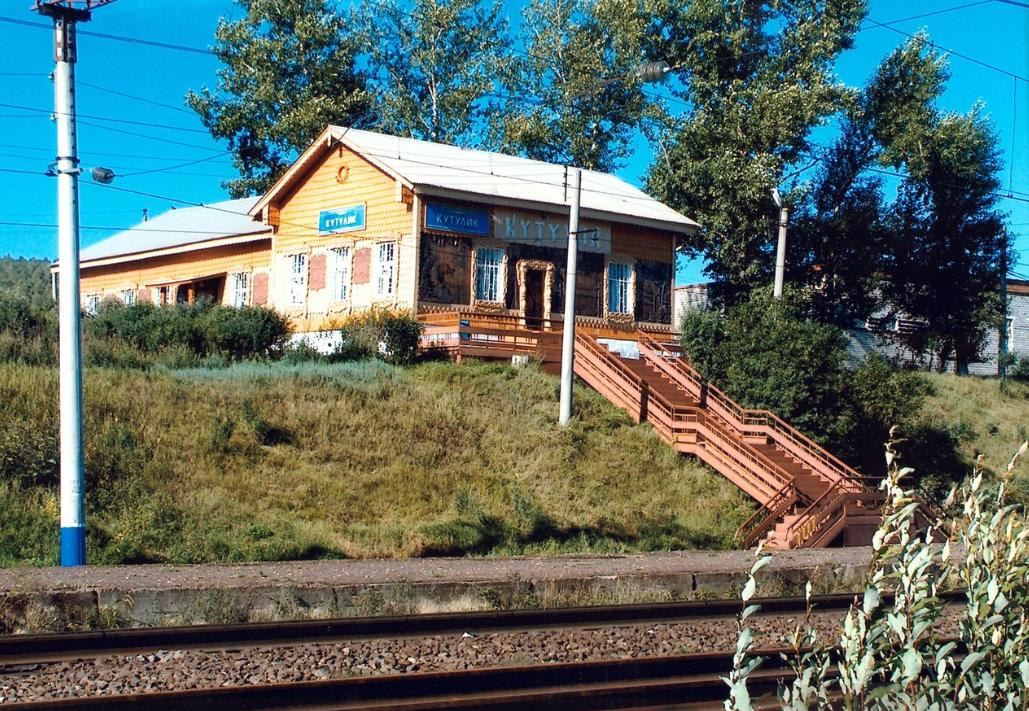
Кутулик. Ж-д вокзал.

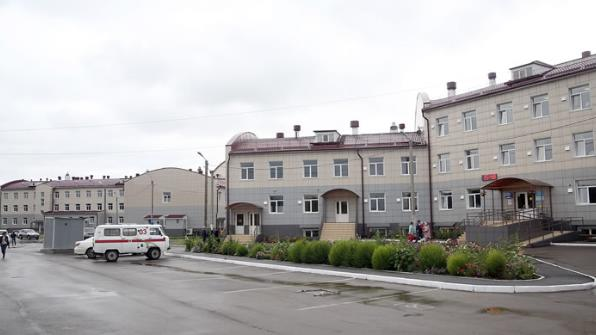
Кутулик. Аларская районная больница

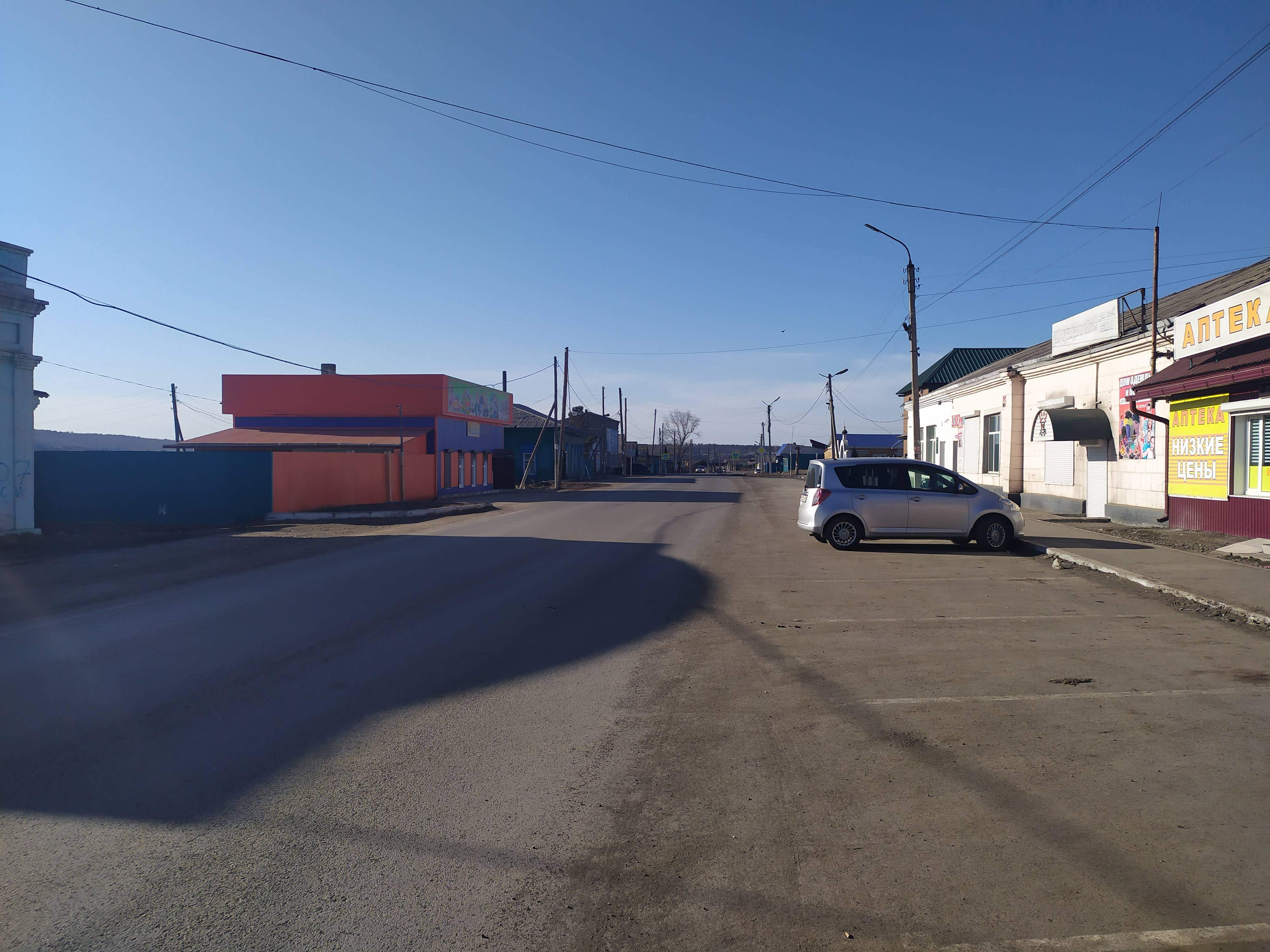
Кутулик, ул.Советская

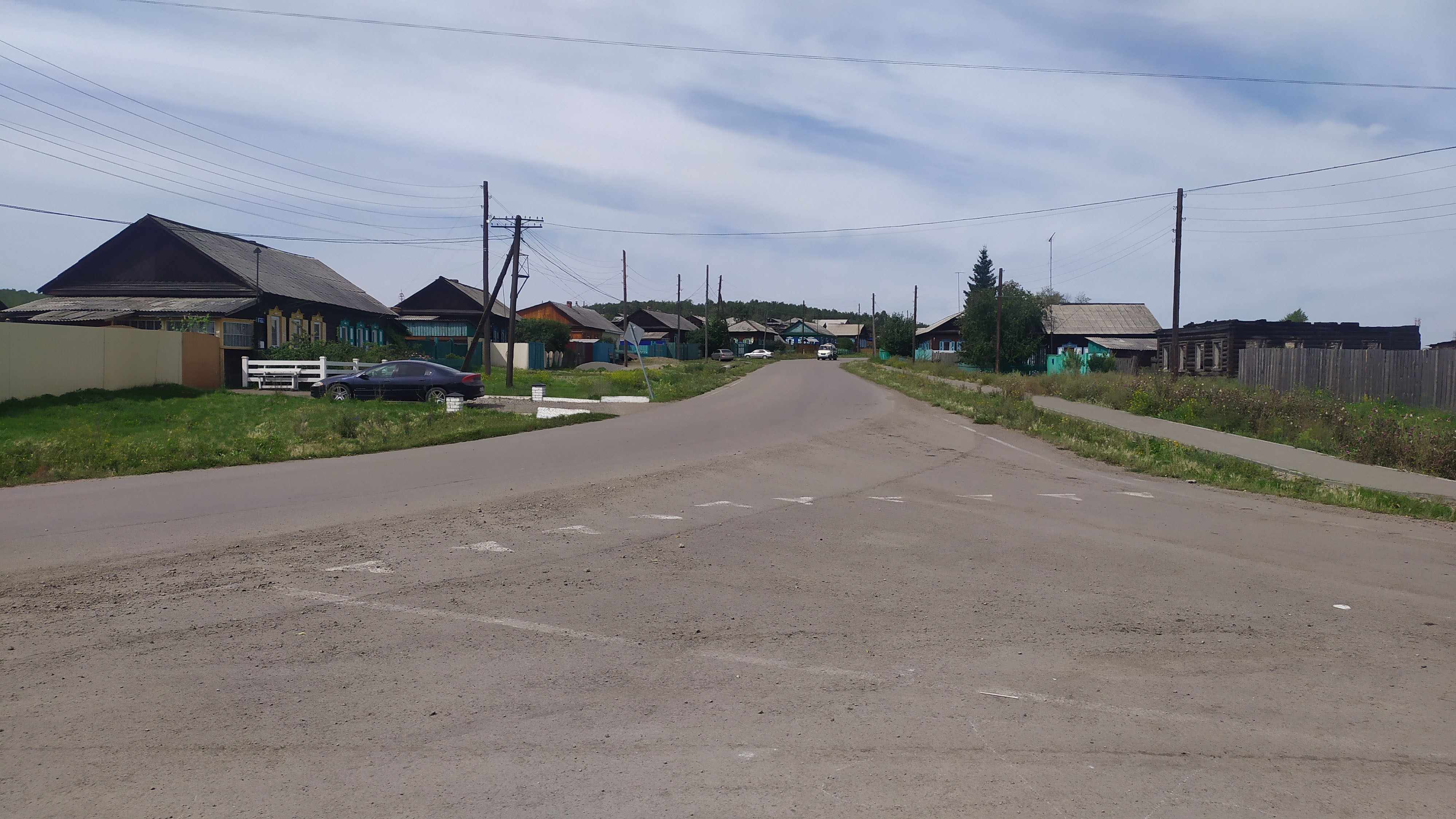
Кутулик, ул. Нагорная

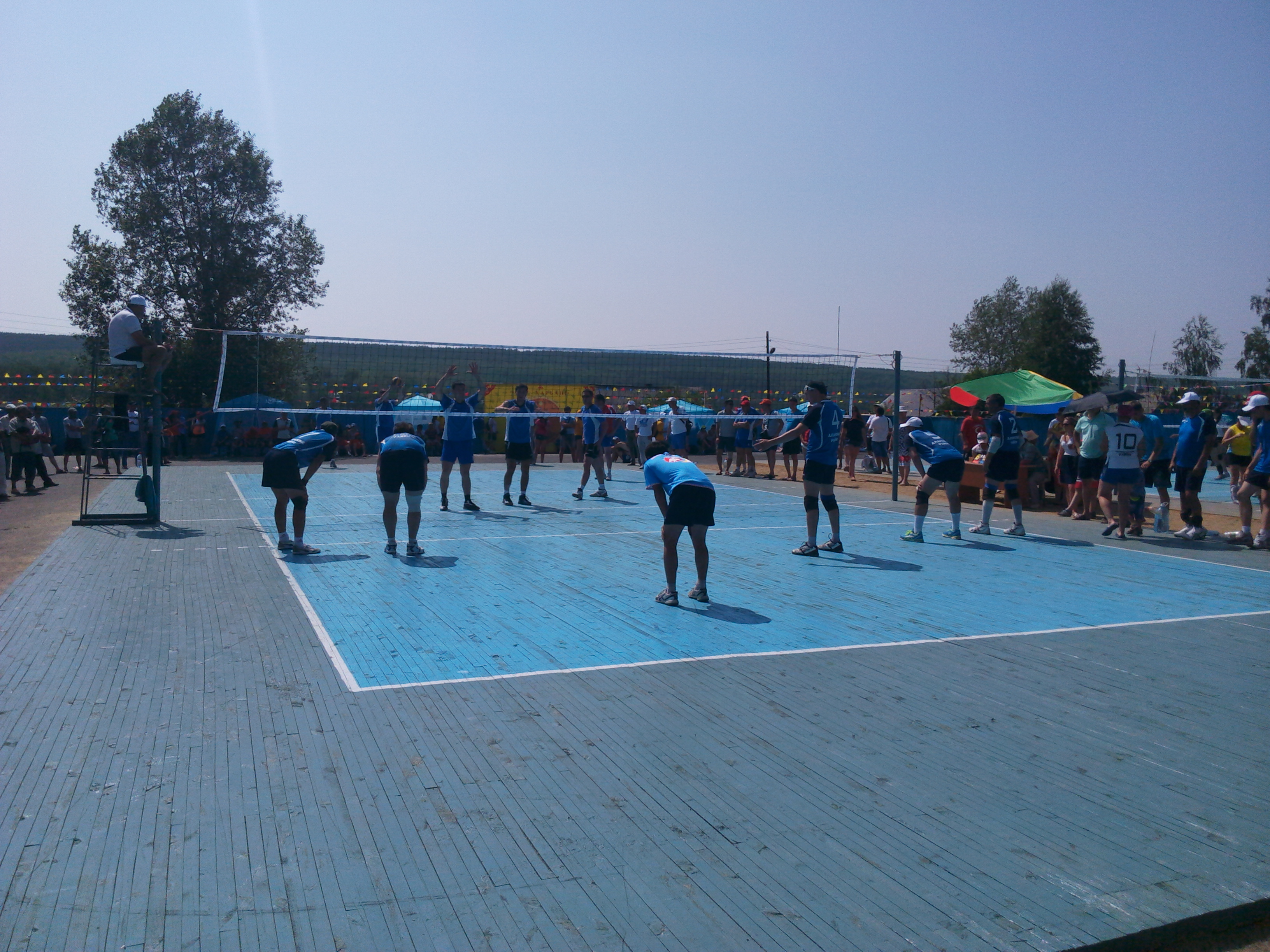
Сур-Харбан 2015

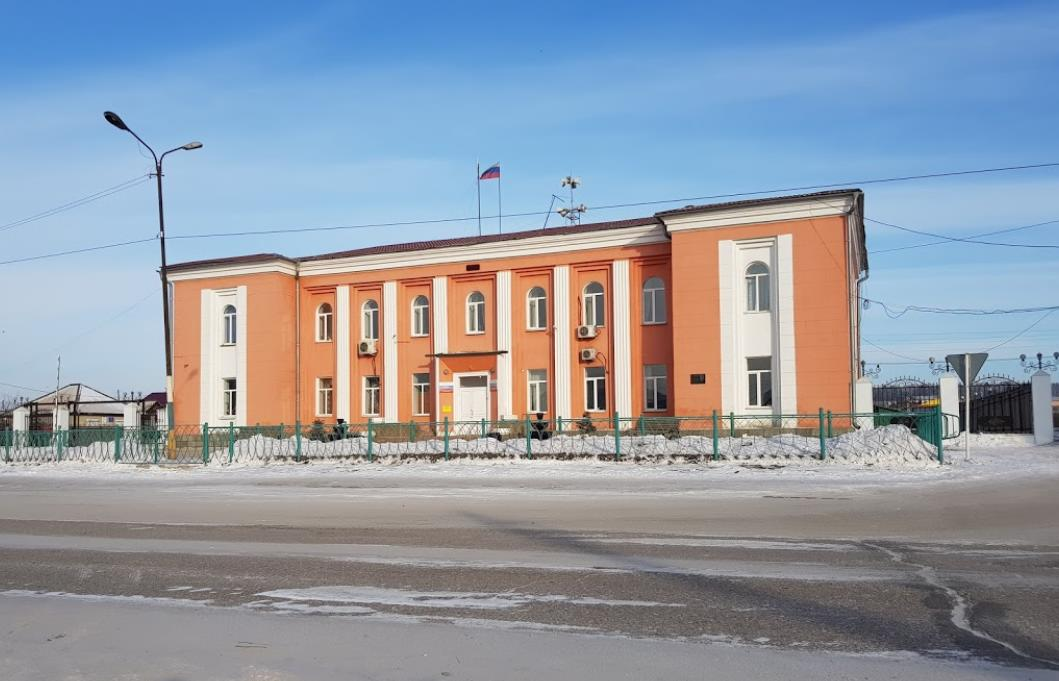
Кутулик. Администрация Аларского района

Кутули́к (от бур. Хутулэг — низкий, невысокий перевал) — посёлок в Иркутской области, Усть-Ордынского Бурятского Округа, административный центр Аларского района и муниципального образования «Кутулик».
В посёлке расположены железнодорожная станция Кутулик и остановочный пункт «Райпотребсоюз» ВСЖД на Транссибирской магистрали.

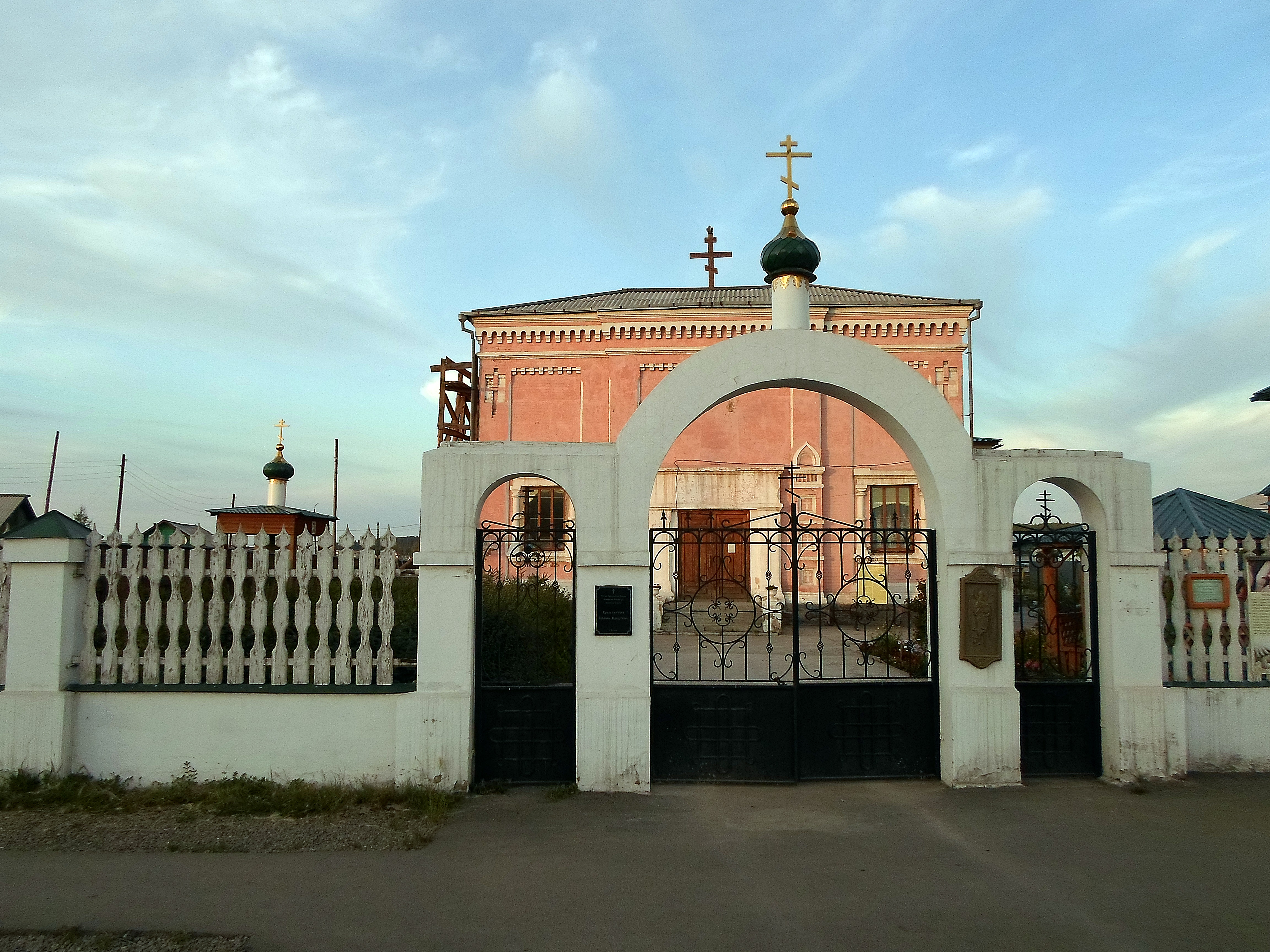
Церковь Иоанна Предтечи

Один из старейших населённых пунктов Приангарья. Возник в первой трети XVIII века как почтовая станция на Московском тракте. Расположен в 250 км к западу от окружного центра, посёлка Усть-Ордынский, и 180 км северо-западнее Иркутска.

## Этимология
Поселение происходит от бурятских и монгольских слов хутел, хутуль, кутуль в значении «удобный, пологий, легкопроходимый перевал».

## Население
| 1939  | 1959  | 1970  | 1979  | 1989  | 2002  | 2010  | 2011  |
| ----- | ----- | ----- | ----- | ----- | ----- | ----- | ----- |
| 4896  | ↗7532 | ↘6137 | ↘5684 | ↘5213 | ↗5429 | ↘4884 | ↘4867 |
| 2012  | 2021  |       |       |       |       |       |       |
| ↗4870 | ↗5101 |       |       |       |       |       |       |

## Экономика
В посёлке расположены предприятия РЭС и ЗАО «Агропромэнерго», осуществляющие передачу и распределение электроэнергии по Аларскому району, а также действующие на территории района ГУДЭП и филиал ОАО «ДСК 156». В посёлке работает молокоприёмное предприятие на базе бывшего маслозавода.

## Образование
Система образования района представлена учреждениями дошкольного и среднего образования. Дополнительное образование представлено 3 учреждениями — (РДДТ, ДЮСШ, МУК). Профессиональное образование сельскохозяйственного профиля можно получить в ГОУ «ПУ-49», образованное в 1934 году и за 70 лет работы которого было подготовлено и выпущено более 30 тысяч специалистов сельскохозяйственного производства и других направлений.

## Система здравоохранения
Систему здравоохранения составляет Аларская районная больница (стационар на 156 коек, поликлиника на 200 посещений, где ведут приём 17 специалистов). Данное подразделение оказывает первичную медико-санитарную помощь, специализированную врачебную помощь в плановой и экстренной форме по всем основным специальностям, а также неотложную и скорую медицинскую помощь.

## Средства массовой информации

#### Аналоговое телевидение
- Аналоговое вещание обязательных общедоступных телеканалов в Иркутской области было отключено 3 июня 2019 года.

#### Цифровое телевидение
Все 20 каналов для мультиплекса (пункт установки: д. Жмурова Черемховский район) РТРС-1 и РТРС-2; Пакет радиоканалов, включает: Вести ФМ, Радио России.
- Пакет телеканалов РТРС-1 (телевизионный канал 34, частота 578 МГц), включает: Первый канал, Россия 1-Иркутск, Матч-ТВ, НТВ, 5 канал, Россия-Культура, Россия 24-Иркутск, Карусель, ОТР, ТВЦ.
- Пакет телеканалов РТРС-2 (телевизионный канал 37, частота 602 МГц), включает: Рен-ТВ, Спас, СТС, Домашний, ТВ3, Пятница!, Звезда, Мир, ТНТ, МузТВ.

#### FM-Радиостанции
- 100.0 FM — Радио России (Черемхово)
- 102.8 FM — Радио Шансон (Черемхово)
- 103.6 FM — Радио MCM (Черемхово)
- 107.0 FM — Радио России (Залари)

### Связь
Операторы интернета: «Мегабит», «Ростелеком», «РегионТелеком».
Услуги стационарной телефонной связи оказывает  «Ростелеком». Мобильная связь представлена операторами сотовой связи «МегаФон», «МТС», «БиЛайн», «TELE2» «Yota», «СберМобайл».

## Культура
Ежегодно проводится праздник Сур-Харбан.
Всемирную славу Кутулику и Аларскому району принёс драматург Александр Вампилов, выросший здесь. Его имя носят одна из улиц посёлка, библиотека, музей.

## Религия
- Аларский дацан
- Церковь Святого Иоанна Предтечи.

## Разное
В посёлке проживает группа вепсов — переселенцев из Ленинградской области.